# Bad Asses - Giustizieri da strapazzo in Louisiana
Bad Asses - Giustizieri da strapazzo in Louisiana (Bad Asses on the Bayou) è un film statunitense del 2015 diretto da Craig Moss. È il terzo e ultimo capitolo della saga cinematografica Bad Ass.

## Trama
Frank Vega e Bernie Pope, coppia di vecchietti in vena di scazzottate, si trovano ad affrontare una serie incredibile di problemi durante un viaggio verso la Louisiana, dove dovrebbero assistere al matrimonio della loro carissima amica Carmen Gutierrez, che però viene rapita il giorno prima del fatidico "sì". Quella poi che nelle intenzioni doveva essere una sorta di vacanza e comunque una giornata di serenità e di allegria si trasformerà in una pericolosa avventura, portando Frank e Bernie al servizio della giustizia per sgominare la banda di rapitori.